# Hyllestads kommun
Hyllestads kommun (norska: Hyllestad kommune) är en kommun i landskapet Sogn i Vestland fylke i västra Norge. Kommunens centralort är kyrkbyn Hyllestad.
Tidigare har kommunen tillhört dåvarande Sogn og Fjordane fylke.

## Administrativ historik
Hyllestads kommun tillkom 1862 genom utbrytningar ur Askvolls kommun och dåvarande Laviks kommun. Befolkningstatlet var då nära 2 500.

## Tätorter
I Hyllestads kommun finns inga tätorter.

## Socknar
Inom Norska kyrkan motsvaras Hyllestads kommun av Hyllestads socken i Sunnfjords prosteri i Bjørgvins stift.

## Bilder

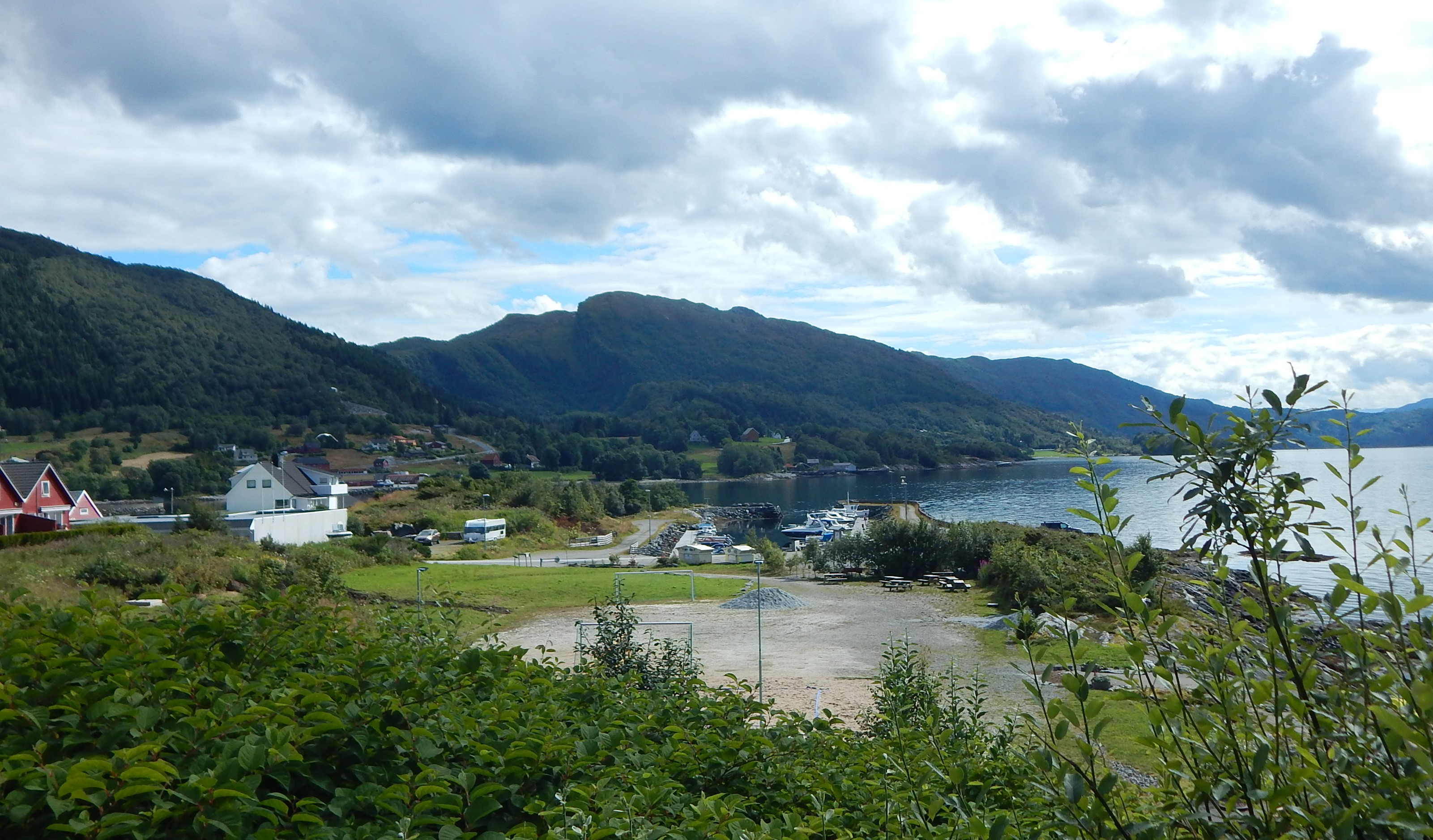
Sørbøvågen.
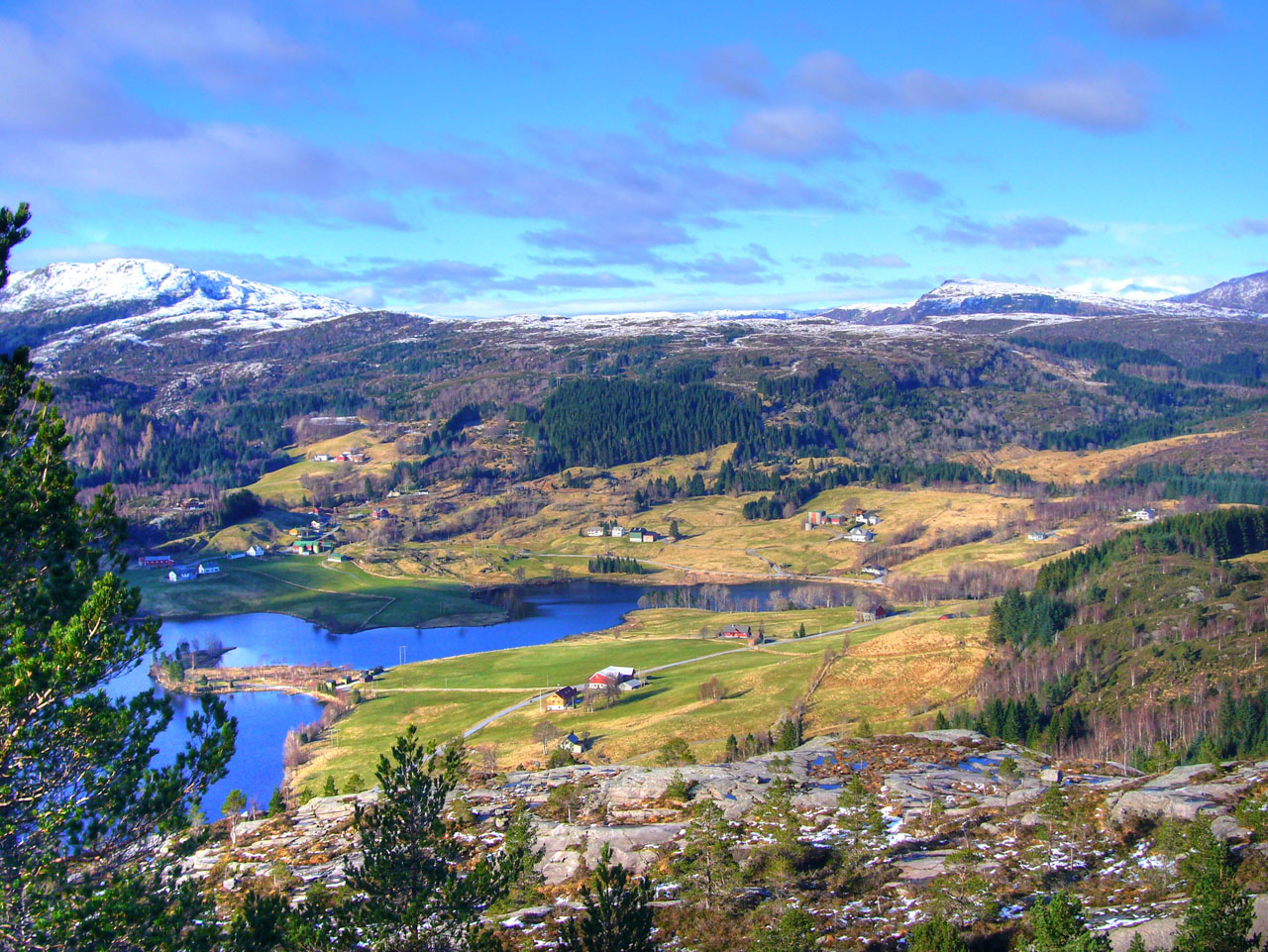
Birkeland och Aksane.
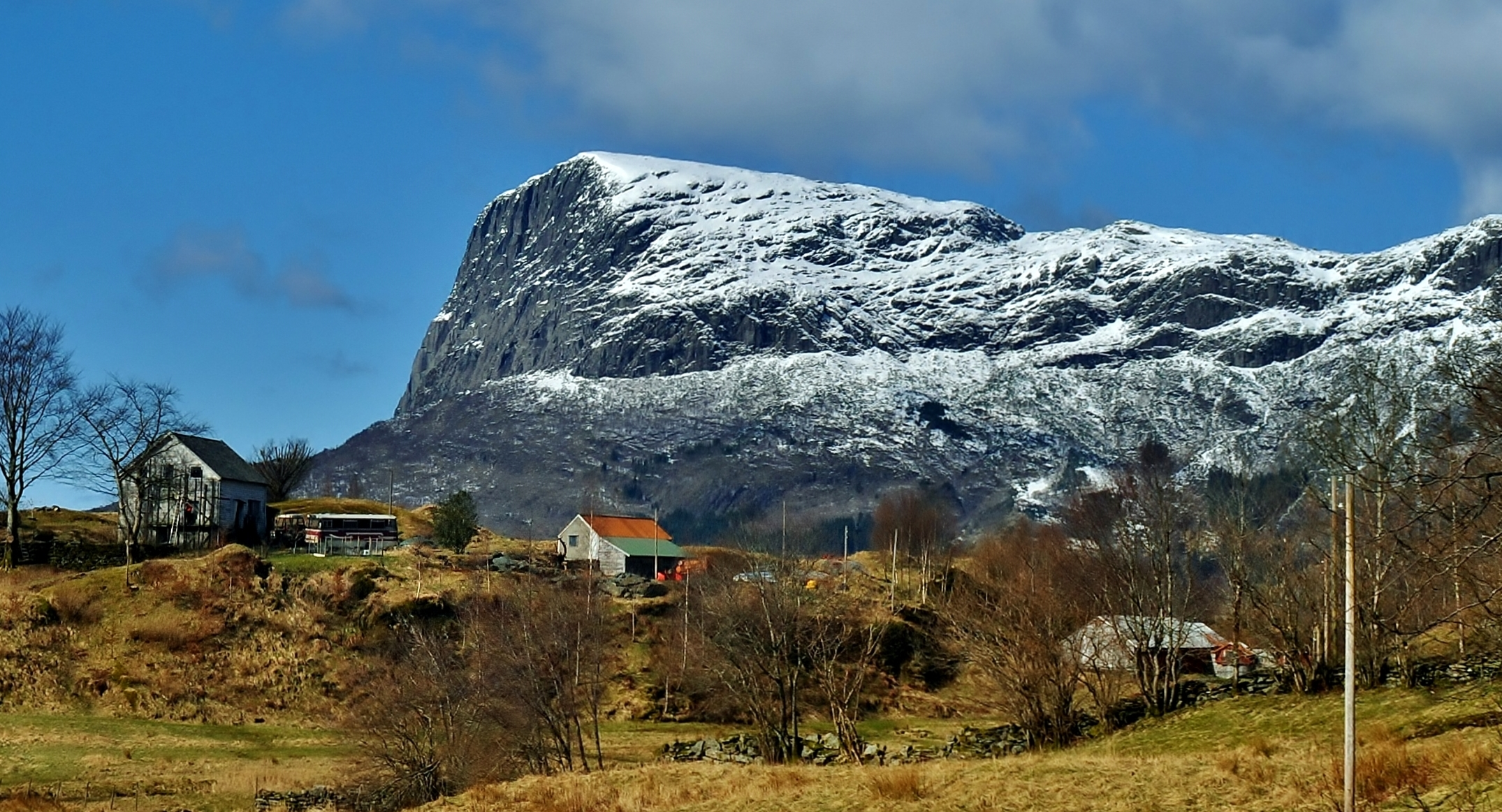
Risnesnipa (777 m ö.h.)
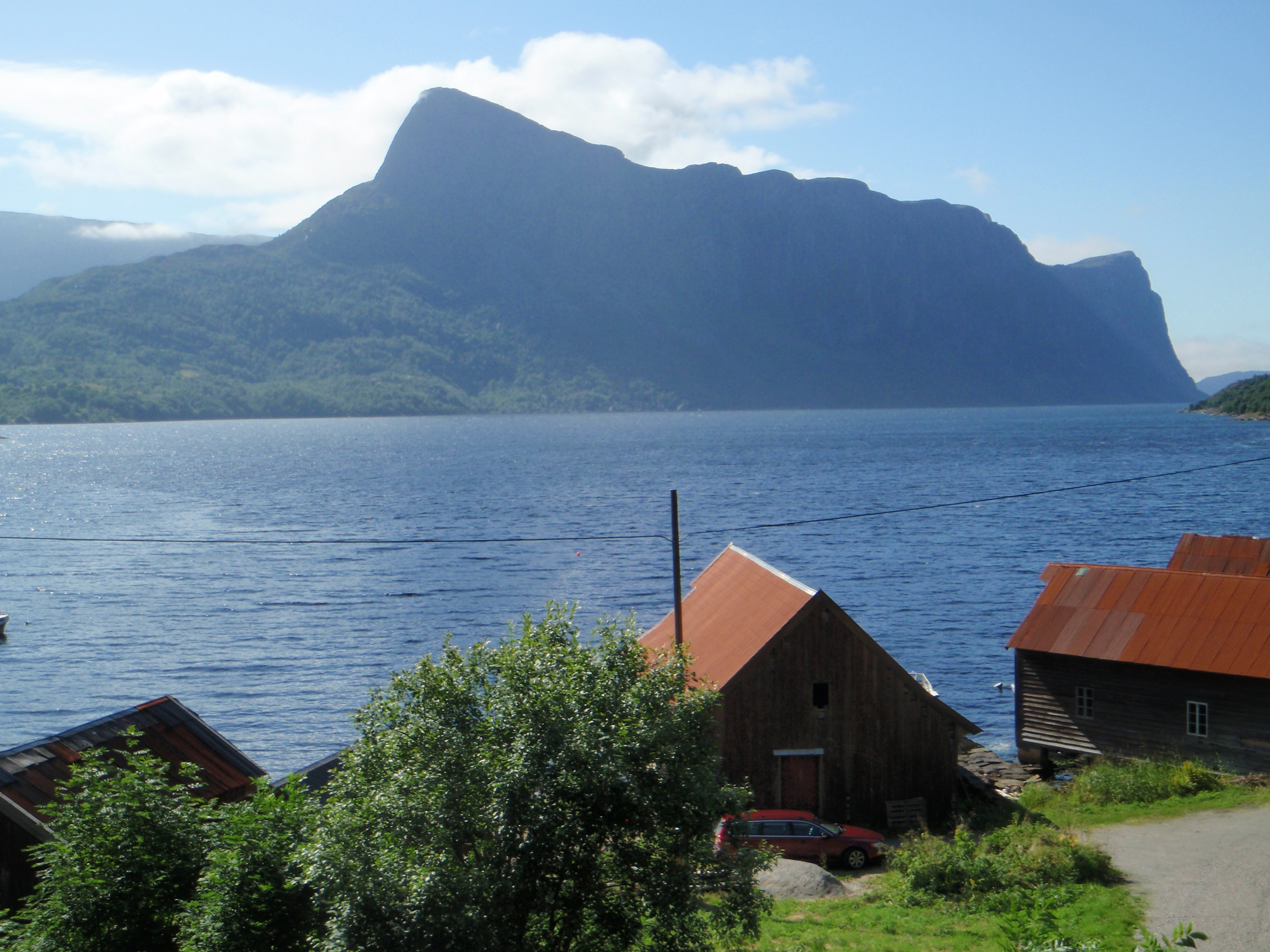
Lihesten.
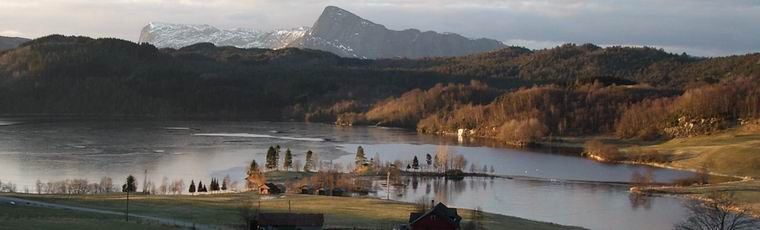
Aksevatnet.